# Farní sbor Českobratrské církve evangelické v Praze 3 – Žižkov II
Farní sbor Českobratrské církve evangelické v Praze 3 - Žižkov II je sborem Českobratrské církve evangelické v Praze. Sbor spadá pod Pražský seniorát.
Duchovním sboru je farářka Olga Mrázková, kurátorem sboru Jan Šorm.
Sbor byl založen roku 1928.

## Faráři sboru
- Vladimír Čapek (1939–1971)[1]
- Otakar Antoň Funda (1972–1987)
- Bohdan Pivoňka (1989–1998)
- Daniel Kopecký (2000–2003)
- Miloslav Nekvasil (2003–2004)
- Jaromír Strádal (2004–2019)
- Olga Mrázková (od 2019)